# Амберьё-ан-Домб
Амберьё-ан-Домб (фр. Ambérieux-en-Dombes) — коммуна во Франции, находится в регионе Рона — Альпы. Департамент — Эн. Входит в состав кантона Сен-Тривье-сюр-Муаньян. Округ коммуны — Бурк-ан-Брес.
Код INSEE коммуны — 01005.

## География
Коммуна расположена приблизительно в 380 км к юго-востоку от Парижа, в 27 км севернее Лиона, в 34 км к юго-западу от Бурк-ан-Бреса.
На территории коммуны есть много озёр.

## Климат
Климат полуконтинентальный с холодной зимой и тёплым летом. Дожди бывают нечасто, в основном летом.

## Население
Население коммуны на 2010 год составляло 1616 человек.
| 1962 | 1968 | 1975 | 1982 | 1990 | 1999 | 2010 |
| ---- | ---- | ---- | ---- | ---- | ---- | ---- |
| 588  | 627  | 756  | 848  | 1156 | 1407 | 1616 |

## Администрация
| Период | Период | Фамилия       | Партия | Примечания |
| ------ | ------ | ------------- | ------ | ---------- |
| 1995   | 2001   | Жан Жиру      |        |            |
| 2001   | 2014   | Бернар Равуар |        |            |
| 2014   | 2020   | Пьер Перне    |        |            |

## Экономика
В 2010 году среди 1080 человек трудоспособного возраста (15—64 лет) 842 были экономически активными, 238 — неактивными (показатель активности — 78,0 %, в 1999 году было 73,0 %). Из 842 активных жителей работали 791 человек (432 мужчины и 359 женщин), безработных было 51 (18 мужчин и 33 женщины). Среди 238 неактивных 83 человека были учениками или студентами, 99 — пенсионерами, 56 были неактивными по другим причинам.

## Достопримечательности
- Замок Амберьё-ан-Домб[фр.] (XV век). Исторический памятник с 1905 года[4]

## Фотогалерея

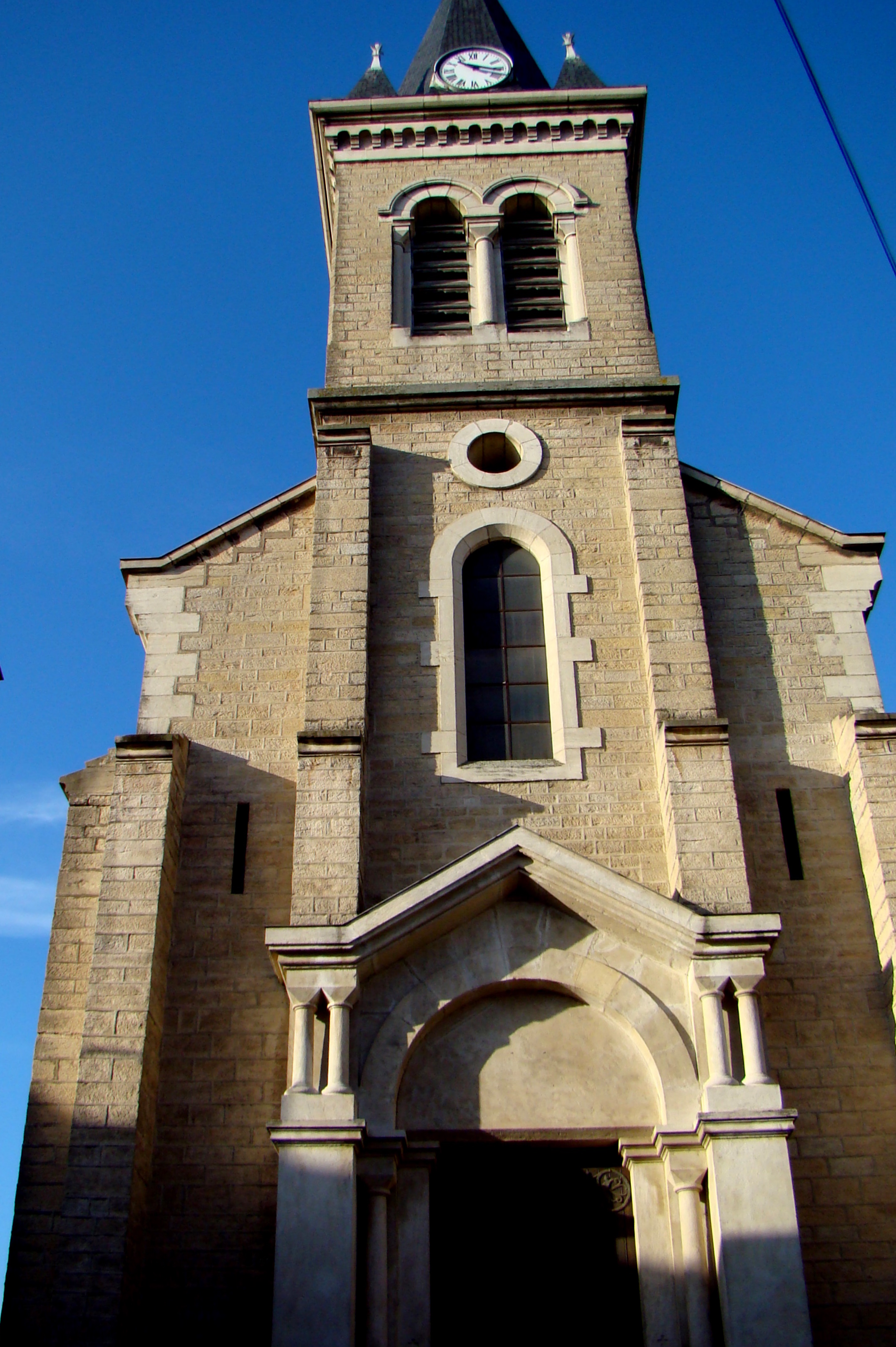
Церковь
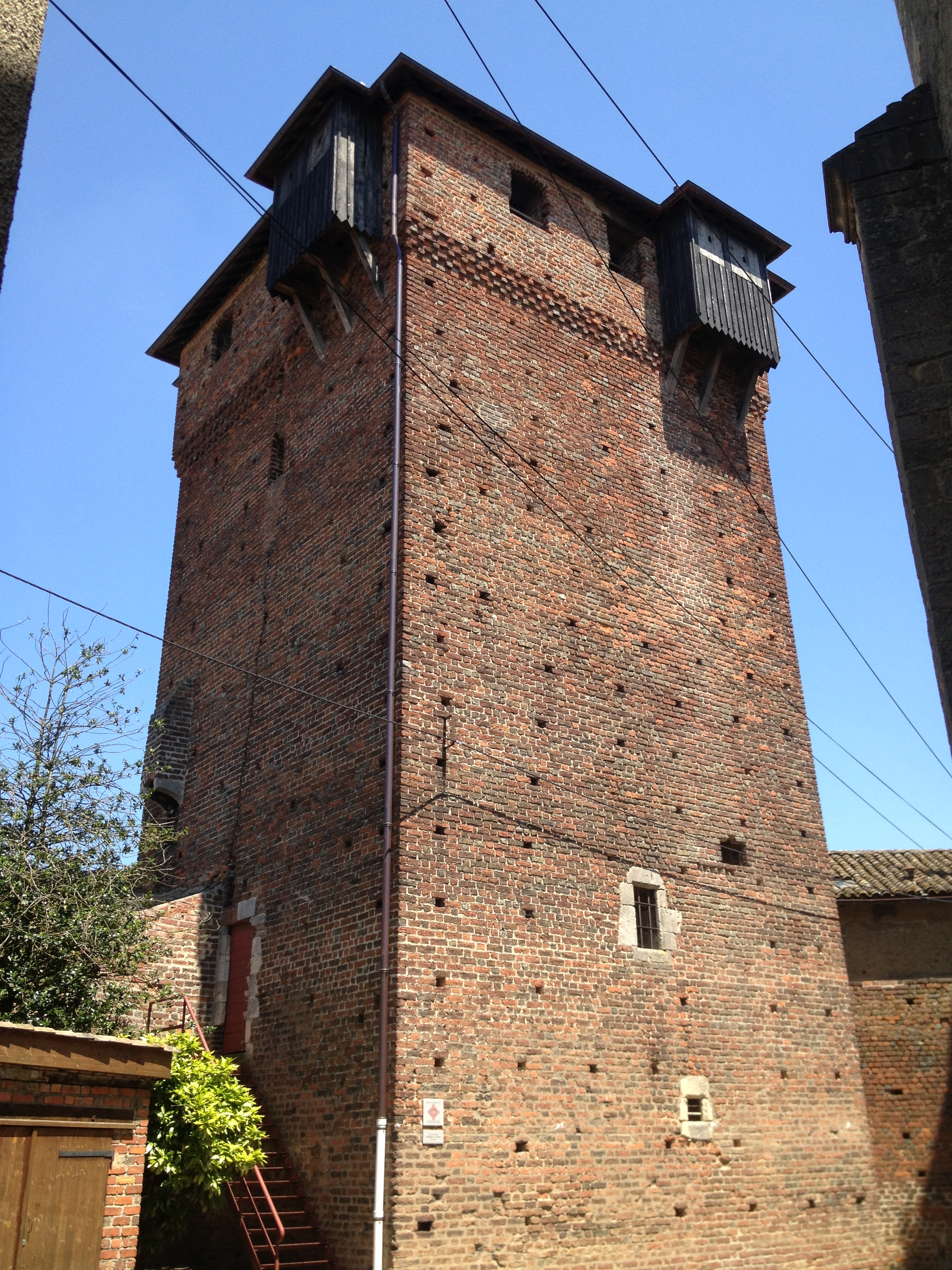
Башня замка Амберьё-ан-Домб
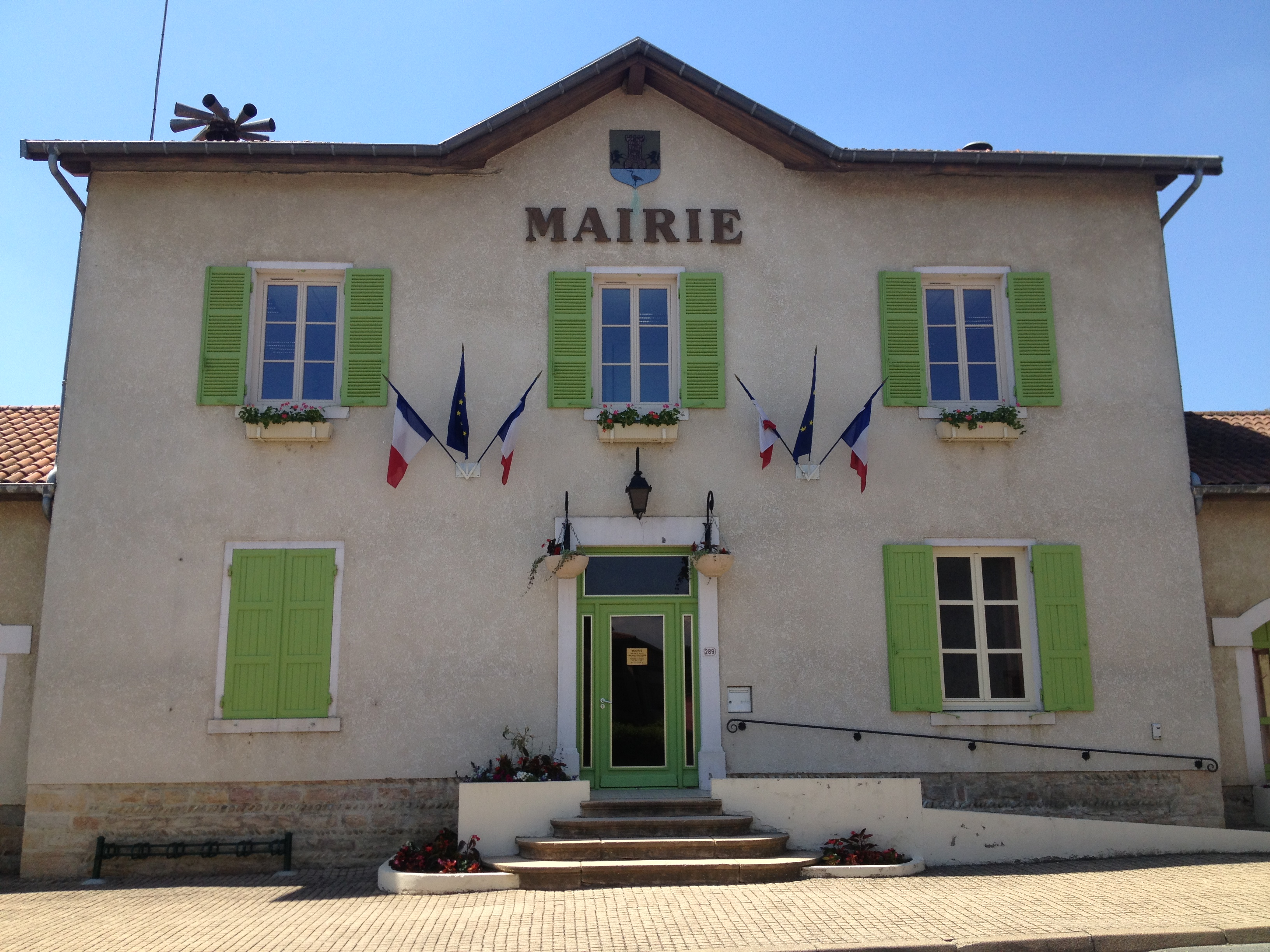
Мэрия
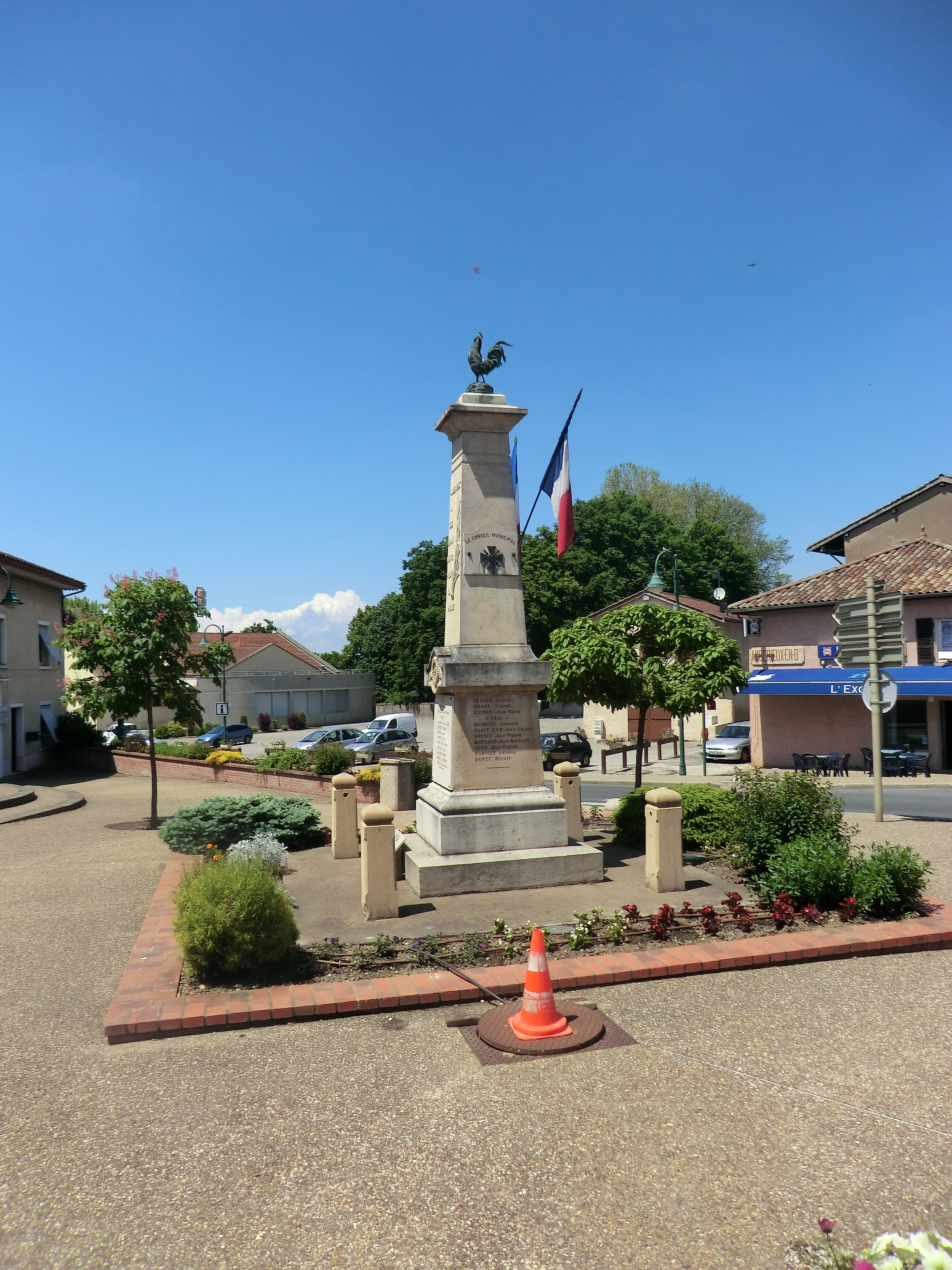
Военный мемориал
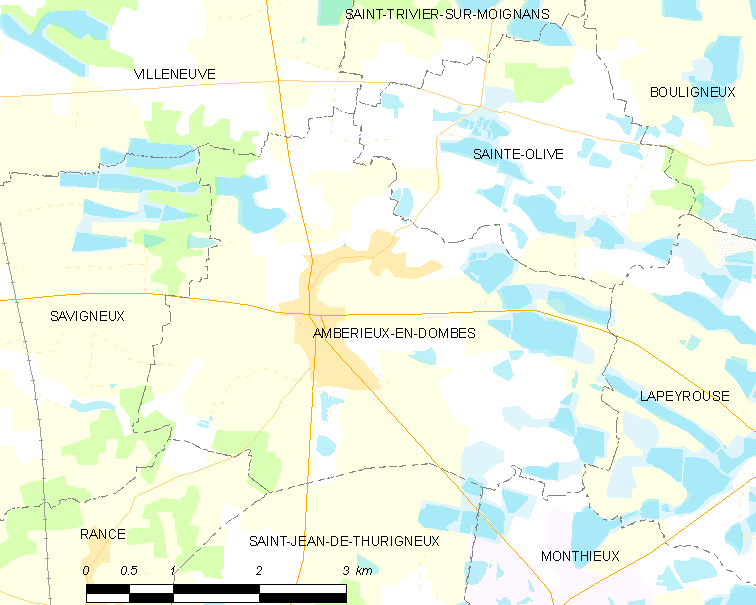
Карта коммуны